# Luže
Luže je naselje u slovenskoj Općini Šenčuru. Luže se nalazi u pokrajini Gorenjskoj i statističkoj regiji Središnja Slovenija. 

## Stanovništvo
Prema popisu stanovništva iz 2002. godine naselje je imalo 301 stanovnika.